# Нью-Сейнтс
«Нью-Сейнтс» или ТНС (англ. The New Saints Football Club, TNS) — валлийский профессиональный футбольный клуб из селения Ллансантффред, графство Поуис, Уэльс. Базируется в городе Освестри, графство Шропшир, Англия. Основан в 1959 году. Домашние матчи проводит на стадионе «Парк Холл», вмещающем 2 034 зрителей. Самый титулованный футбольный клуб валлийской Премьер лиги.

## История клуба

### Первые годы
Футбольный клуб был основан в 1959 году под названием «ФК Ллансантффред», по имени места возникновения команды. С этого момента команда представляла небольшое валлийское селение Ллансантффред, графство Поуис, что находилось на границе с Англией. Домашним стадионом клуба стала арена «Рекреация Граунд», расположенная в том же селении.
Изначально команда заявилась в лигу Монтгомершир, представлявшей в местном чемпионате одноименное графство в системе футбольных лиг Уэльса (пятый и шестой дивизионы). В сезоне 1980/81 команда впервые заняла второе место вслед за чемпионом лиги клубом «Лланфиллин Таун» из одноименного города Уэльса. Уже через два года, в сезоне 1982/83 команда впервые стала чемпионом дивизиона. В сезоне 1986/87 клуб вновь выиграл первенство. В общей сложности на уровне любительских футбольных лиг Уэльса команда семь раз становилась чемпионом.
По окончании сезона 1989/90 клуб получил приглашение принять участие в лиге Центрального Уэльса (третий и четвёртый дивизионы). Однако пребывание команды в новом дивизионе получилось коротким, поскольку в своём первом же сезоне 1990/91 в лиге команда заняла второе место вслед за чемпионом турнира клубом «Морда Юнайтед», и в итоге поднялась в лигу «Камри Альянс» (второй по значимости дивизион Уэльса), впервые в своей истории.
Дебютный сезон в лиге «Камри Альянс» также получился впечатляющим: уже в первом сезоне в новой лиге команда заняла второе место, на два очка отстав от лидера турнира клуба «Кайрсус» из одноименного города. В связи с отсутствием необходимой инфраструктуры клуб отказался от приглашения Федерации футбола Уэльса принять участие в новообразованной Премьер Лиге, куда должны были войти все сильнейшие клубы чемпионата.
Однако уже в следующем сезоне 1992/93 команда обеспечила себе чемпионство в дивизионе, за явным преимуществом став победителем первенства. Итоговое преимущество над второй командой турнира клубом «Уэлшпул Таун» составило семь баллов. Как победитель турнира, команда впервые в своей истории должна была принять участие в Премьер-лиге, высшем дивизионе местного чемпионата.
Первый сезон в Премьер Лиге команда провела не лучшим образом, до последнего тура ведя упорную борьбу за выживание. Тем не менее, клуб сохранил прописку в элите, на одно очко опередив прямых конкурентов. Следующий сезон в элите сложился более удачно: команда обосновалась в середине турнирной таблицы, став крепким середняком лиги. Команда заняла девятое место.
В сезоне 1995/96 клуб выступил точно также, как и в предыдущем, снова заняв место в середине таблицы. Но сверхудачное выступление в кубке Уэльса скрасило впечатление от заурядного сезона. Победа в национальном кубке стала первым значимым достижением клуба в чемпионате. На «Национальном стадионе» Уэльса, предназначенном в основном для игры в национальный вид спорта регби, команда встретилась с клубом «Барри Таун». Закончив основное и дополнительное время вничью 3:3, «Ллансантффред» вырвал победу в серии пенальти. Заветный трофей позволил клубу дебютировать на европейской арене.
Дебютный сезон в еврокубках в рамках предварительного раунда Кубка обладателей кубков команда начала с матчей с польским клубом «Рух» из Хожува, действующем обладателем кубка Польши. 8 августа 1996 года команда сыграла свой первый матч в еврокубках: в домашнем матче на национальном стадионе «Рейскорс Граунд» команда сыграла вничью с поляками 1:1. Оба мяча (гол и автогол) на счету полузащитника гостей Дариуш Гешьора. В ответной встрече в Хожуве соперник не оставил шансов команде, разгромив валлийцев со счётом 5:0.
В 1997 году местная компьютерная компания «Total Network Solutions» из соседнего города Освестри, сокращенно «TNS», подписала с клубом спонсорское соглашение в размере £ 250,000. Таким образом, компания стала титульным спонсором команды, а название фирмы было включено в название футбольного клуба — «англ. Total Network Solutions F.C.» или ТНС. ТНС стал первым британским клубом, взявшим в название команды имя своего спонсора. С 1997 по 2006 год включительно клуб носил название основного спонсора команды.
В сезоне 1996/97 команда выступила весьма удачно, впервые поднявшись на шестую строчку, что стало лучшим результатом клуба в Премьер Лиге на тот момент. Однако развить свой первый успех в чемпионате ТНС не смог. В последующие сезоны команда занимает места в середине турнирной таблицы. 1990-е годы прошли для команды под флагом ознакомления с турниром. Победа в национальном кубке и дебют в еврокубках остались по сути единственным значимым событием в истории клуба на тот момент. Сезон 1998/99 стал последним «ознакомительным» сезоном для команды в чемпионате. В 2000-е годы ТНС сделает стремительный скачок в своём развитии и надолго установит гегемонию клуба в первенстве.

### «Золотая эра»
Сезон 1999/2000 стал первым «золотым» сезоном для команды в Премьер Лиге. Впервые в своей истории ТНС стал чемпионом Уэльса, оставив за спиной прошлогоднего победителя турнира клуб «Барри Таун». Преимущество над основным преследователем составило два балла, но чемпионство клуба примечательно ещё и тем, что даже 98 забитых мячей за сезон так и не помогли «Барри Таун» отстоять чемпионский титул. Забив почти на тридцать мячей меньше оппонента, ТНС сумел превзойти соперника по очкам, что принесло клубу итоговую победу. Команде предстоял дебют в главном клубном турнире Европы — Лиге чемпионов УЕФА.
Дебют в Лиге чемпионов в сезоне 2000/01 сложился неудачно, что было вполне ожидаемо, учитывая тот факт, что это было первое выступление клуба в столь престижном турнире. В соперники ТНС достался эстонский клуб «Левадия» из Таллина, для которого это был также дебют в главном клубном турнире Старого Света. 12 июля 2000 года ТНС на стадионе «Рейскорс Граунд» сыграл свой первый матч в рамках первого отборочного раунда Лиги чемпионов. Домашняя встреча закончилась вничью 2:2. Долгое время удерживался счёт 1:1, пока на 89-й минуте игры эстонец Андрей Краснопёров не вывел гостей вперёд. Хозяева тут же ответили результативной атакой и сравняли счёт — 2:2. В ответном матче в Эстонии валлийцы уже ничего не смогли противопоставить эстонцам, уступив с разгромным счётом 4:0.
Поскольку домашняя арена клуба не соответствовала требованиям УЕФА, ТНС вынужден был проводить домашние матчи в еврокубках на стадионах «Рейскорс Граунд» в Рексеме и «Лэтам Парк» в Ньютауне. Домашнюю встречу в Кубке УЕФА сезона 2003/04 команда провела на национальном стадионе Уэльса «Миллениум» в Кардиффе, когда валлийцы встречались с английским «Манчестер Сити».
Сезон 2000/01 команда провалила в сравнении с прошлогодним чемпионским сезоном. ТНС откатился на восьмое место в первенстве. Тем не менее, команда вновь смогла выйти в еврокубки, так и не выиграв ни один трофей за сезон: выход в финал кубка Уэльса, в котором команда уступила чемпиону лиги клубу «Барри Таун», позволил ТНС выйти в розыгрыш Кубка УЕФА
Выступление в кубке УЕФА сезона 2001/02 свело клуб с польской «Полонией». Гостевое поражение со счётом 4:0 на стадионе в Видзеве решил исход двухматчевой дуэли клубов. Поляки довершили разгром, одержав победу и в гостевой встрече — 2:0. Итоговое поражение со счётом 0:6 наглядно продемонстрировало слабую готовность команды к еврокубковым баталиям. Сезон 2001/02 в чемпионате ТНС выступил значительно лучше предыдущего: команда стала серебряным призёром, уступив лишь чемпиону страны клубу «Барри Таун». Отрыв от лидера составил семь очков, однако преимущество в один балл от «Бангор Сити» позволил команде занять итоговое второе место.
Выступление в еврокубках вновь обернулось провалом для команды, причём на сей раз разгром клуба был ещё более унизителен по сравнению с прошлым сезоном. Второй год подряд в соперники ТНС выпала команда из чемпионата Польши: теперь уже клуб «Амика» из города Вронки. Предварительный раунд закончился для клуба форменной катастрофой: уступив дома с феерическим счётом 2:7, команда с не менее грандиозным результатом уступила и в гостях — 0:5. Итоговый разгром со счётом 2:12 стал худшим результатом команды в еврокубковых турнирах.
Несмотря на провальное выступление в Европе, дела во внутреннем первенстве у клуба шли неплохо. Второй год подряд ТНС стал вице-чемпионом лиги, на три очка отстав от многолетнего лидера турнира «Барри таун».
Третий подряд сезон команды в кубке УЕФА не обещал успеха, учитывая провальное выступление клуба в предыдущих розыгрышах. Тем более что жребий к валлийцам был как никогда безжалостен: впервые в соперники ТНС в еврокубках достался клуб из чемпионата Англии — именитый «Манчестер Сити». Борьбы ожидаемо не получилось: пропустив пять безответных мячей в гостевой встрече, на национальном стадионе «Миллениум» в Кардиффе (игра стала единственной для клуба на национальной арене) англичане довершили разгром, отправив ещё два безответных мяча в ворота валлийцев. Итоговое поражение со счётом 0:7 подвело черту под первой в истории клуба еврокубковой встречей с родоначальниками футбола.
Помимо исторических матчей с английским клубом, 2003 год знаменателен не менее важным событием в истории команды: на базе ТНС произошло объединение с клубом «Освестри Таун» из одноимённого городка в соседнем графстве Шропшир, Англия. Три года спустя клуб получит своё нынешнее название «Нью Сейнтс», а ещё через год, в сезоне 2007 года окончательно переедет со своей старой арены «Рекреация Граунд» на стадион «Парк Холл», бывшую домашнюю арену клуба «Освестри Таун». Помимо стадиона, база клуба также переедет в Озуэстри, и в итоге ТНС станет единственным клубом валлийского чемпионата, базирующемся за пределами территории Уэльса.
Более того, после финансового кризиса в стане многолетнего чемпиона страны «Барри Таун» летом того же года, ТНС станет единственным клубом Премьер-лиги, взявшим на себя статус полностью профессионального клуба (остальные имели любительский статус). Летом 2005 года клуб «Лланелли Таун» также объявил о планах перейти на профессиональный статус.
После одобрения слияния двух клубов футбольной ассоциацией Уэльса, 14 августа 2003 года договор был ратифицирован УЕФА.
Сезон 2003/04 выдался богатым на события в жизни команды: дважды ТНС оказывался в шаге от выигрыша национального титула, но оба раза уступал сопернику. Команда в очередной раз заняла второе место в чемпионате, на один балл отстав от клуба «Рил», впервые ставшего чемпионом, а также дошла до финала кубка Уэльса, где в дополнительное время уступила все тому же «Рилу».
Неудачи прошлого сезона закалили команду в сезоне следующем. Сезон 2004/05 оказался гораздо успешнее предыдущего: ТНС добыл долгожданный чемпионский титул, на четыре очка опередив прошлогоднего чемпиона «Рил», присовокупив победу в первенстве викторию в кубке Уэльса (в финале обыгран клуб «Кармартен Таун»). Впервые в своей истории ТНС оформил т. н. «золотой дубль».
Сезон 2005/06 в Лиге чемпионов, как и предыдущий, ТНС начинал с первого раунда квалификации. Изначально команде должен был достаться клуб из чемпионата, соизмеримого по уровню первенству Уэльса, то есть соответствующего рейтингу УЕФА, однако неожиданная победа английского «Ливерпуля» в прошлом розыгрыше спутала все карты организаторам турнира. Поскольку «Ливерпуль» по итогам чемпионата Англии занял лишь пятое место, по действующему на тот момент регламенту УЕФА клуб не имел права выступать в Лиге чемпионов в следующем сезоне. Тем не менее, УЕФА пошёл на встречу мерсисайдцам как действующим обладателям трофея и разрешил «Ливерпулю» принять участие в новом розыгрыше, обязав команду стартовать с первого раунда квалификации. По иронии судьбы, защиту титула «красным» пришлось начать именно с матчей с ТНС.
Впервые в истории ТНС сыграл с действующим победителем Лиги чемпионов 13 июля 2005 года на стадионе «Энфилд» в присутствии более 40 000 зрителей валлийцы уступили мерсисайдцам со счётом 0:3. Хет-трик в составе хозяев оформил капитан «Ливерпуля» Стивен Джеррард. 19 июля состоялась ответная встреча. Игра прошла в Рексеме на национальной арене «Рейскорс Граунд». Победа ожидаемо осталась за гостями. Гол Джебриля Сиссе и дубль Джеррарда после выхода на замену принесли «красным» победу с тем же счётом, что и в первом матче — 3:0. Итоговое поражение со счётом 0:6 наглядно продемонстрировало разницу в классе между командами.
Тем не менее, команда удостоилась похвалы от многих специалистов. Несмотря на поражение с крупным счётом, в составе валлийцев неплохо проявил себя молодой североирландский голкипер Джерард Догерти, игру которого высоко оценил главный тренер «Ливерпуля» Рафаэль Бенитес: «вратарь соперника много раз выручил свою команду в тяжелейших ситуациях, и для меня он бесспорно был лучшим игроком в двух матчах».
В начале 2006 года основной спонсор клуба, компания Total Network Solutions перешла под управление фирмы British Telecom, в результате чего спонсорское соглашение с клубом подошло к концу. Возникла необходимость подыскать новое название для команды. После неудачной попытки продать права на название клуба компании eBay, в конечном итоге было решено оставить прежнюю аббревиатуру ТНС, лишь заменив название спонсора «Total Network Solutions» на «англ. The New Saints» («Новые Святые»), как наиболее соответствующее истории и традициям клуба. Родной город команды Ллансантффред ввиду большого числа монастырей пользуется славой «святого места», потому команду прозвали «The Saints», то есть «святые», в то время как сам клуб базировался в соседнем городке Озуэстри, имевшим исторические связи с древним британским монархом Освальдом (англ. Saint Oswald).
Новый логотип клуба был разработан в то же время: родной город команды Ллансантффред представлял национальный символ Уэльса Дракон, а Озуэстри, где располагалась база команды, представлял национальный символ Англии (город расположен на английской территории) Лев.
Сезон 2005/06 снова стал «золотым» для клуба. Итоговое превосходство ТНС над остальными участниками не вызывало сомнений, и команда взяла титул задолго до окончания первенства. Преимущество клуба над серебряным призёром «Лланелли Таун» составило 18 очков, а по разнице забитых/пропущенных мячей команде также не было равных: 87-17. Помимо чемпионства команда добыла победу и в кубке валлийской Лиги. В финале турнира команда праздновала успех над клубом «Порт-Тэлбот» 4:0. В дальнейшем ТНС будет регулярно выигрывать трофей, и в итоге установит рекорд турнира, став самым успешным клубом в истории Кубка Лиги.
Гегемония клуба в чемпионате окончательно установилась в конце 2000-х годов. Команда с завидным постоянством будет становиться чемпионом первенства, параллельно с победами в чемпионате добиваясь успеха в кубке Уэльса и кубке валлийской Лиги. Только в трёх сезонах: 2007/08, 2008/09 и 2010/11 ТНС уступит чемпионский титул клубам «Лланелли Таун», «Рил» и «Бангор Сити». В сезоне 2008/09 команда впервые за много лет окажется за чертой первых двух мест турнира, заняв третью строчку.
Форвард Рис Гриффитс из клуба «Лланелли Таун» установит новый рекорд чемпионата, шесть сезонов подряд становясь лучшим бомбардиром Премьер-лиги. За шесть лет в чемпионате Гриффитс в общей сложности наколотит более 170 мячей в ворота соперников. Уникальное достижение форварда примечательно ещё и тем, что футболист, как и подавляющее большинство игроков лиги, не имеет профессиональный статус, а по основной профессии является местным пожарным.
Лишь два раза форварды ТНС Мэттью Уильямс и новозеландец Криг Драпер сумеют приблизиться к Гриффитсу по числу забитых мячей в Премьер Лиге, но оба раза уступят нападающему «Лланелли Таун» ровно в один мяч.
10 февраля 2010 года появилась информация, что руководство ТНС обратилось к английскому клубу «Честер Сити» с просьбой проводить матчи команды на домашнем стадионе клуба «Дева» в Честере, поскольку ранее муниципалитетом Озуэстри клубу было отказано в предоставлении средств на строительство новой трибуны на домашней арене команды «Парк Холл», рассчитанной на 1000 мест. Ситуация осложнялась ещё и тем, что сам стадион «Дева» располагался на территории Уэльса, база и офис клуба находились в Англии, а сам «Честер Сити» подчинялся юрисдикции футбольной ассоциации Англии. В конечном итоге «Честер Сити» был ликвидирован спустя месяц через процедуру банкротства, а уже в апреле «святые» получили необходимую лицензию от Федерации футбола Уэльса и продолжили выступление на домашней арене «Парк Холл».
Невзирая на абсолютное превосходство во внутреннем первенстве, дела у клуба на международной арене шли не лучшим образом. Лишь в сезоне 2010/11 ТНС одержал свою первую победу по итогам двух матчей в еврокубковом турнире. В рамках второго раунда квалификации Лиги чемпионов команда встречалась с ирландским клубом «Богемианс» из Дублина. 13 июля 2010 года в первом матче на «Далимаунт Парк» ТНС уступил ирландцам с минимальным счётом 0:1. Выездная осечка не сломила команду, и уже в ответной игре на «Парк Холл» 20 июля соперник был разгромлен со счётом 4:0. В составе хозяев дубль оформил нападающий Мэттью Уильмс. Итоговая победа со счётом 4:1 стала первой в истории клуба в еврокубковых турнирах с момента своего дебюта на международной арене в 1996 году.
После матча главный тренер «Богемианса» Пэт Фенлон охарактеризовал игру своей команды следующими словами: «после столь позорной игры футболистам команды следовало бы покинуть команду, лигу и страну». Этот результат стал худшим за всю 40-летнюю историю ирландского клуба в еврокубках.
В третьем раунде «святые» встретились с именитым бельгийским клубом «Андерлехт» из Брюсселя. 27 июля 2010 года на стадионе «Рейскорс Граунд» в Рексеме ТНС ожидаемо уступил со счётом 1:3. Единственный мяч у хозяев забил вингер Крейг Джонс. На домашней арене «Констант Ванден Сток» бельгийцы довершили разгром, отправив три безответных мяча в ворота соперника. Нападающий хозяев Ромелу Лукаку оформил дубль. После вылета из Лиги чемпионов команда продолжила выступление в раунде плей-офф Лиги Европы. В соперники валлийцам достался болгарский клуб ЦСКА из столицы страны София. 19 августа в гостевом матче на стадионе «Васил Левски» команда уступила болгарам со счётом 0:3. Ответная игра, по сути, ставшая формальностью, закончилась в результативную ничью — 2:2. В составе ТНС отличились Мэттью Уильямс и Стив Эванс.
В новом еврокубковом сезоне 2011/12 команда взяла старт с первого раунда квалификации Лиги Европы, где впервые встретилась с соседями из Северной Ирландии клубом «Клифтонвилл» из Белфаста. Сыграв в результативную ничью 1:1 в первом матче на «Парк Холл», в гостевой встрече валлийцы праздновали успех с минимальным счётом — 1:0. Во втором раунде соперник команде достался более серьёзный — датский «Мидтьюлланд». Борьбы с датчанами у ТНС не получилось: уступив со счётом 1:3 в домашнем матче, на своём поле датчане довершили разгром, выиграв 5:2.
30 декабря 2016 года произошло уникальное событие для всего европейского клубного футбола: одержав очередную победу в рамках чемпионата Уэльса над клубом «Кевн Друидс» со счётом 2:0, ТНС продлил свою победную серию во всех турнирах, в которых принимал участие, до 27 матчей, тем самым обновив рекорд голландского клуба «Аякс» 44-летней давности, когда голландцы праздновали успех в 26 матчах кряду.

## История названий
- 1959—1997 — «Llansantffraid»
- 1997—2006 — «Total Network Solutions»
- 2006 — н. в. — «The New Saints»

## Достижения клуба
- Премьер-лига
  - Чемпион (17, рекорд): 1999/00, 2004/05, 2005/06, 2006/07, 2009/10, 2011/12, 2012/13, 2013/14, 2014/15, 2015/16, 2016/17, 2017/18, 2018/19, 2021/22, 2022/23,  2023/24, 2024/25
  - Вице-чемпион (5): 2001/02, 2002/03, 2003/04, 2007/08, 2010/11, 2019/20, 2020/21
  - Бронзовый призёр (1): 2008/09
- Камри Альянс (второй дивизион чемпионата Уэльса)
  - Чемпион (1): 1992/93
  - Второе место (1): 1991/92
- Кубок Уэльса
  - Победитель (9): 1995/96, 2004/05, 2011/12, 2013/14, 2014/15, 2015/16, 2021/22, 2022/23, 2024/25
  - Финалист (3): 2000/01, 2003/04, 2016/17
- Кубок валлийской лиги
  - Победитель (11, рекорд): 1994/95, 2005/06, 2008/09, 2009/10, 2010/11, 2014/15, 2015/16, 2016/17, 2017/18, 2023/24, 2024/25
  - Финалист (1): 2012/13
- FAW Премьер
  - Победитель (1): 2006/07
- FAW Трофи
  - Победитель (1): 1992/93
- Кубок Шропшир
  - Победитель (1): 2011/12

## Тренеры клуба
- Грэхам Бриз (1992—1994)
- Ян Кларк (1994—1996)
- Грэхам Бриз (1996—1997)
- Тони Хенри (1997—1998)
- Энди Кэл (1998—2000)
- Кен МакКенна (Январь 2001 — Март 2008)
- Энди Кэл (Март 2008 — Июнь 2010)
- Майк Дэвис (2010—2012)
- Карл Дарлингтон (Апрель 2011 — Май 2014)
- Крейг Харрисон (2012—2017)
- Скотт Раско (2017—2021)
- Энтони Лимбрик (2021 — н. в.)

## Статистика выступлений с 2000 года
| Сезон   | Ранг | Турнир       | Место | И  | В  | Н  | П  | ГЗ  | ГП | РГ  | Очки | Кубок      | Исход |
| ------- | ---- | ------------ | ----- | -- | -- | -- | -- | --- | -- | --- | ---- | ---------- | ----- |
| 2000/01 | 1    | Премьер лига | 8     | 34 | 15 | 9  | 10 | 64  | 47 | +17 | 54   | Финалист   |       |
| 2001/02 | 1    | Премьер лига | 2     | 34 | 21 | 7  | 6  | 65  | 33 | +32 | 70   | 1/4 финала |       |
| 2002/03 | 1    | Премьер лига | 2     | 34 | 24 | 8  | 2  | 68  | 21 | +47 | 80   | 3-й раунд  |       |
| 2003/04 | 1    | Премьер лига | 2     | 32 | 24 | 4  | 4  | 77  | 28 | +49 | 76   | Финалист   |       |
| 2004/05 | 1    | Премьер лига | 1     | 34 | 23 | 9  | 2  | 83  | 25 | +58 | 78   | Победитель |       |
| 2005/06 | 1    | Премьер лига | 1     | 34 | 27 | 5  | 2  | 87  | 17 | +70 | 86   | 1/8 финала |       |
| 2006/07 | 1    | Премьер лига | 1     | 32 | 24 | 4  | 4  | 81  | 20 | +61 | 76   | 1/8 финала |       |
| 2007/08 | 1    | Премьер лига | 2     | 34 | 25 | 3  | 6  | 85  | 30 | +55 | 78   | 2-й раунд  |       |
| 2008/09 | 1    | Премьер лига | 3     | 34 | 20 | 11 | 3  | 79  | 27 | +52 | 71   | 1/8 финала |       |
| 2009/10 | 1    | Премьер лига | 1     | 34 | 25 | 7  | 2  | 69  | 13 | +56 | 82   | 1/4 финала |       |
| 2010/11 | 1    | Премьер лига | 2     | 32 | 20 | 8  | 4  | 87  | 34 | +53 | 68   | 1/2 финала |       |
| 2011/12 | 1    | Премьер лига | 1     | 32 | 23 | 5  | 4  | 75  | 31 | +44 | 74   | Победитель |       |
| 2012/13 | 1    | Премьер лига | 1     | 32 | 24 | 4  | 4  | 86  | 22 | +64 | 76   | 1/2 финала |       |
| 2013/14 | 1    | Премьер лига | 1     | 32 | 22 | 7  | 3  | 86  | 20 | +66 | 73   | Победитель |       |
| 2014/15 | 1    | Премьер лига | 1     | 32 | 23 | 8  | 1  | 90  | 24 | +66 | 77   | Победитель |       |
| 2015/16 | 1    | Премьер лига | 1     | 32 | 18 | 10 | 4  | 72  | 24 | +48 | 64   | Победитель |       |
| 2016/17 | 1    | Премьер лига | 1     | 32 | 28 | 1  | 3  | 101 | 26 | +75 | 85   | Финалист   |       |
| 2017/18 | 1    | Премьер лига | 1     | 32 | 23 | 5  | 4  | 83  | 32 | +51 | 74   | —          |       |

## Выступления в еврокубках
| Сезон   | Турнир                   | Раунд                   | Соперник          | Дома | В гостях | Общий счёт  |  |
| ------- | ------------------------ | ----------------------- | ----------------- | ---- | -------- | ----------- |  |
| 1996/97 | Кубок обладателей кубков | Предварительный раунд   | Рух Хожув         | 1:1  | 0:5      | 1:6         |  |
| 2000/01 | Лига чемпионов УЕФА      | Первый отборочный раунд | Левадия           | 2:2  | 0:4      | 2:6         |  |
| 2001/02 | Кубок УЕФА               | Предварительный раунд   | Полония Варшава   | 0:2  | 0:4      | 0:6         |  |
| 2002/03 | Кубок УЕФА               | Предварительный раунд   | Амика             | 2:7  | 0:5      | 2:12        |  |
| 2003/04 | Кубок УЕФА               | Предварительный раунд   | Манчестер Сити    | 0:2  | 0:5      | 0:7         |  |
| 2004/05 | Кубок УЕФА               | Первый отборочный раунд | Эстер             | 1:2  | 0:2      | 1:4         |  |
| 2005/06 | Лига чемпионов УЕФА      | Первый отборочный раунд | Ливерпуль         | 0:3  | 0:3      | 0:6         |  |
| 2006/07 | Лига чемпионов УЕФА      | Первый отборочный раунд | МюПа-47           | 0:1  | 0:1      | 0:2         |  |
| 2007/08 | Лига чемпионов УЕФА      | Первый отборочный раунд | Вентспилс         | 3:2  | 1:2      | 4:4(г)      |  |
| 2008/09 | Кубок УЕФА               | Первый отборочный раунд | Судува            | 0:1  | 0:1      | 0:2         |  |
| 2009/10 | Лига Европы УЕФА         | Первый отборочный раунд | Фрам              | 1:2  | 1:2      | 2:4         |  |
| 2010/11 | Лига чемпионов УЕФА      | Второй отборочный раунд | Богемианс         | 4:0  | 0:1      | 4:1         |  |
| 2010/11 | Лига чемпионов УЕФА      | Третий отборочный раунд | Андерлехт         | 1:3  | 0:3      | 1:6         |  |
| 2010/11 | Лига Европы УЕФА         | Плей-офф раунд          | ЦСКА София        | 2:2  | 0:3      | 2:5         |  |
| 2011/12 | Лига Европы УЕФА         | Первый отборочный раунд | Клифтонвилл       | 1:1  | 1:0      | 2:1         |  |
| 2011/12 | Лига Европы УЕФА         | Второй отборочный раунд | Мидтьюлланн       | 1:3  | 2:5      | 3:8         |  |
| 2012/13 | Лига чемпионов УЕФА      | Второй отборочный раунд | Хельсингборг      | 0:0  | 0:3      | 0:3         |  |
| 2013/14 | Лига чемпионов УЕФА      | Второй отборочный раунд | Легия Варшава     | 1:3  | 0:1      | 1:4         |  |
| 2014/15 | Лига чемпионов УЕФА      | Второй отборочный раунд | Слован Братислава | 0:2  | 0:1      | 0:3         |  |
| 2015/16 | Лига чемпионов УЕФА      | Первый отборочный раунд | Б-36 Торсхавн     | 4:1  | 2:1      | 6:2         |  |
| 2015/16 | Лига чемпионов УЕФА      | Второй отборочный раунд | Видеотон          | 0:1  | 1:1(д)   | 1:2         |  |
| 2016/17 | Лига чемпионов УЕФА      | Первый отборочный раунд | Тре Пенне         | 2:1  | 3:0      | 5:1         |  |
| 2016/17 | Лига чемпионов УЕФА      | Второй отборочный раунд | АПОЭЛ             | 0:0  | 0:3      | 0:3         |  |
| 2017/18 | Лига чемпионов УЕФА      | Первый отборочный раунд | Европа            | 1:2  | 3:1(д)   | 4:3         |  |
| 2017/18 | Лига чемпионов УЕФА      | Второй отборочный раунд | Риека             | 1:5  | 0:2      | 1:7         |  |
| 2018/19 | Лига чемпионов УЕФА      | Первый отборочный раунд | Шкендия           | 4:0  | 0:5      | 4:5         |  |
| 2018/19 | Лига Европы УЕФА         | Второй отборочный раунд | Линкольн Ред Импс | 2:1  | 1:1      | 3:2         |  |
| 2018/19 | Лига Европы УЕФА         | Третий отборочный раунд | Мидтьюлланн       | 0:2  | 1:3      | 1:5         |  |
| 2019/20 | Лига чемпионов УЕФА      | Первый отборочный раунд | Ферроникели       | 2:2  | 1:0      | 3:2         |  |
| 2019/20 | Лига чемпионов УЕФА      | Второй отборочный раунд | Копенгаген        | 0:2  | 0:1      | 0:3         |  |
| 2019/20 | Лига Европы УЕФА         | Третий отборочный раунд | Лудогорец         | 0:4  | 0:5      | 0:9         |  |
| 2020/21 | Лига Европы УЕФА         | Первый отборочный раунд | Жилина            | 3:1  | -        | 3:1 (д)     |  |
| 2020/21 | Лига Европы УЕФА         | Второй отборочный раунд | Б-36 Торсхавн     | -    | 2:2      | 2:2 (4:5 п) |  |
| 2021/22 | Лига конференций УЕФА    | Первый отборочный раунд | Гленторан         |      | 1:1      |             |  |